# Orchestre Pasdeloup
L’Orchestre Pasdeloup est un orchestre symphonique français. Fondé en 1861 par Jules Pasdeloup sous le nom de Concerts populaires, il est le plus ancien des orchestres associatifs parisiens encore en  activité. Il est organisé sous forme associative au sein de l'Association des concerts Pasdeloup.

## Historique
Jules Pasdeloup fonde en 1861 sous le nom de « Concerts populaires » une société musicale destinée à un public jusqu'alors exclu des soirées musicales. Il installe ses concerts dominicaux sous la vaste rotonde du cirque d'hiver de Paris. Le concert d'ouverture, le 27 octobre 1861, présente, avec un orchestre de quatre-vingts musiciens, le programme suivant :
- l'ouverture d'Obéron de Carl Maria von Weber,
- la symphonie pastorale de Beethoven,
- le concerto pour violon de Mendelssohn avec pour interprète Jean Alard,
- l'hymne autrichien de Joseph Haydn.

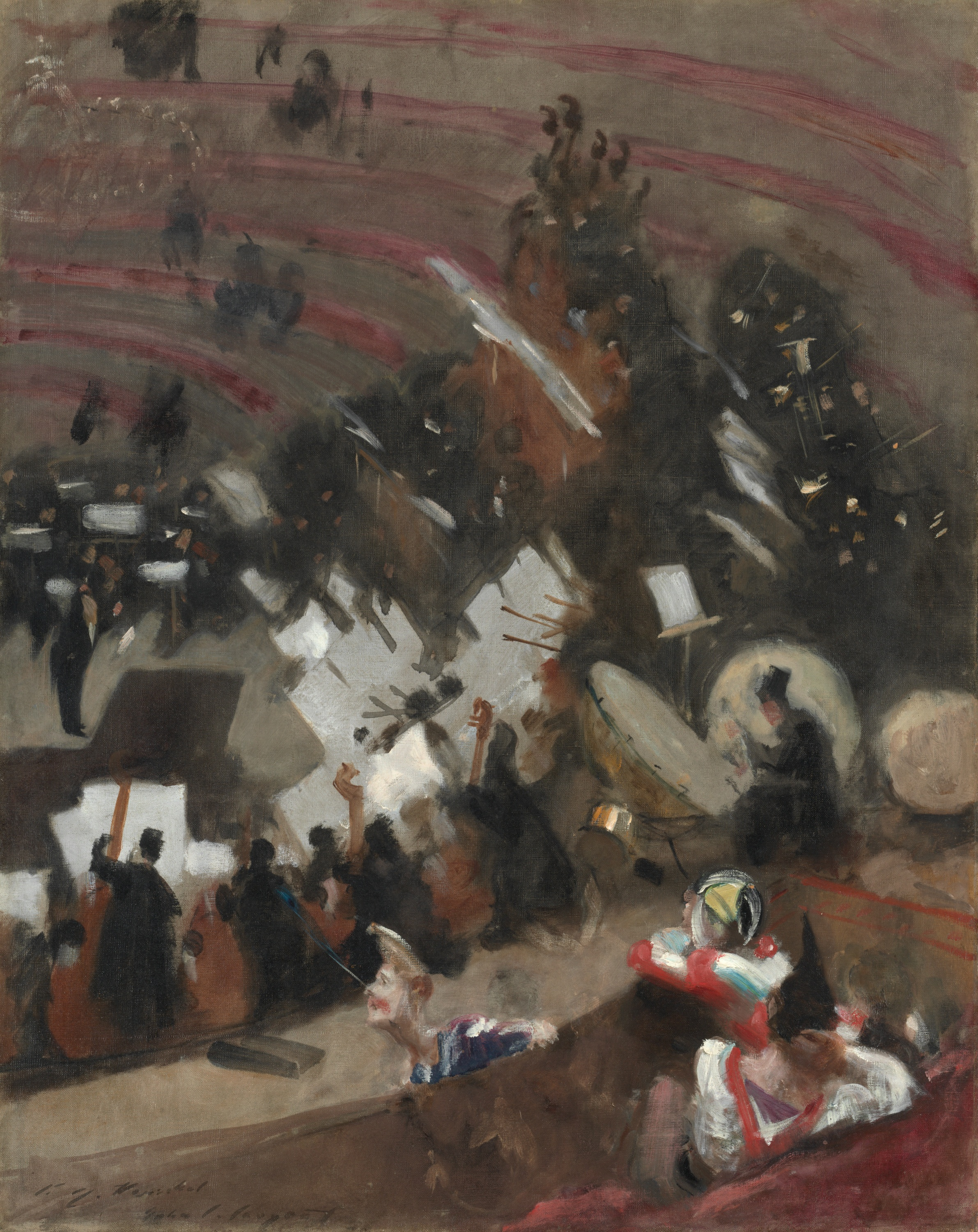
Répétition de l’orchestre Pasdeloup au cirque d’hiver
John Singer Sargent, 1876-1878
Art Institute of Chicago

Cette initiative connaît un très vif succès et le Concert populaire devient une véritable institution qui joue un rôle déterminant dans la création d'un nouveau public puisqu'il a fait connaître le répertoire allemand mais, également, a exercé une influence positive sur la production symphonique française. Pasdeloup poursuit ses activités jusqu'en 1884 et essaie vainement de renouveler son institution en 1886 en organisant un festival consacré à César Franck qui obtient un réel succès.
Après plusieurs années d’interruption, Serge Sandberg reprend en 1919 la tradition des « Concerts Populaires », dont il confie la direction au chef d’orchestre Rhené-Baton. Les concerts reprennent d’abord au Cirque d’Hiver, dans le même cadre qu’en 1861, puis à l’Opéra, au Théâtre Mogador, au Palais de Chaillot, au Théâtre des Champs-Élysées, et enfin à la Salle Pleyel.
Lorsque, en 1921, Serge Sandberg remet entre les mains des musiciens la responsabilité de leur orchestre, ceux-ci se constituent en association ; et l’Orchestre prend à cette occasion le nom d' "Association des Concerts Pasdeloup".
Au XXIe siècle, outre l’organisation d’une saison de concerts donnés chaque année dans les plus grandes salles parisiennes – Philharmonie de Paris, La Seine Musicale, Salle Pleyel, Salle Gaveau  –, l’Orchestre développe aujourd’hui ses activités dans plusieurs domaines artistiques, comme par exemple les Comédies musicales avec le Théâtre du Châtelet, ou les Ballets avec l’Opéra de Paris au Palais Garnier ou à l’Opéra Bastille.

## Chefs permanents
- Jules Pasdeloup (1861-1884),
- Rhené-Baton (1919-1933), André Caplet 2e chef de 1922 à 1925,
- Albert Wolff 2e chef de (1925-1928) et 1er chef de (1934-1970),
- Désiré-Émile Inghelbrecht 2e chef (1928-1933)
- Gérard Devos (1970-1990)
- Plus de chef titulaire depuis 1990

Depuis 1990, l'orchestre n'a plus de chef permanent et est régi par un comité. Il est présidé depuis l'an 2000 par la violoniste Marianne Rivière. Patrice Fontanarosa est conseiller artistique de l'orchestre de 2002 à 2016, tandis que Jean-Christophe Keck assure la direction musicale des concerts Offenbach de l'orchestre. Le chef d'orchestre Wolfgang Doerner vient régulièrement diriger l'orchestre chaque saison depuis 1987.

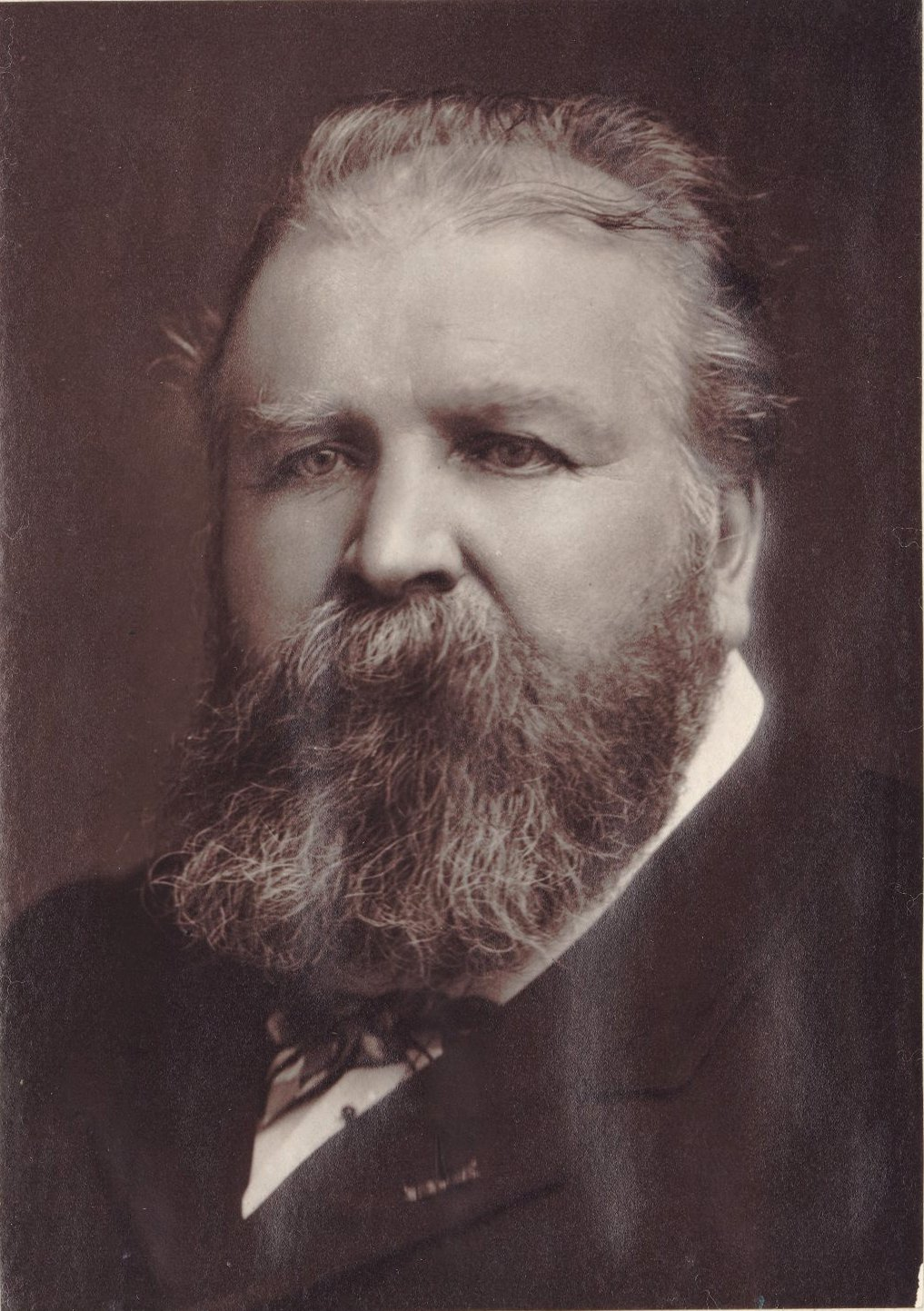
Jules Pasdeloup, fondateur en 1861 des « Concerts populaires » à l'origine de l'orchestre actuel
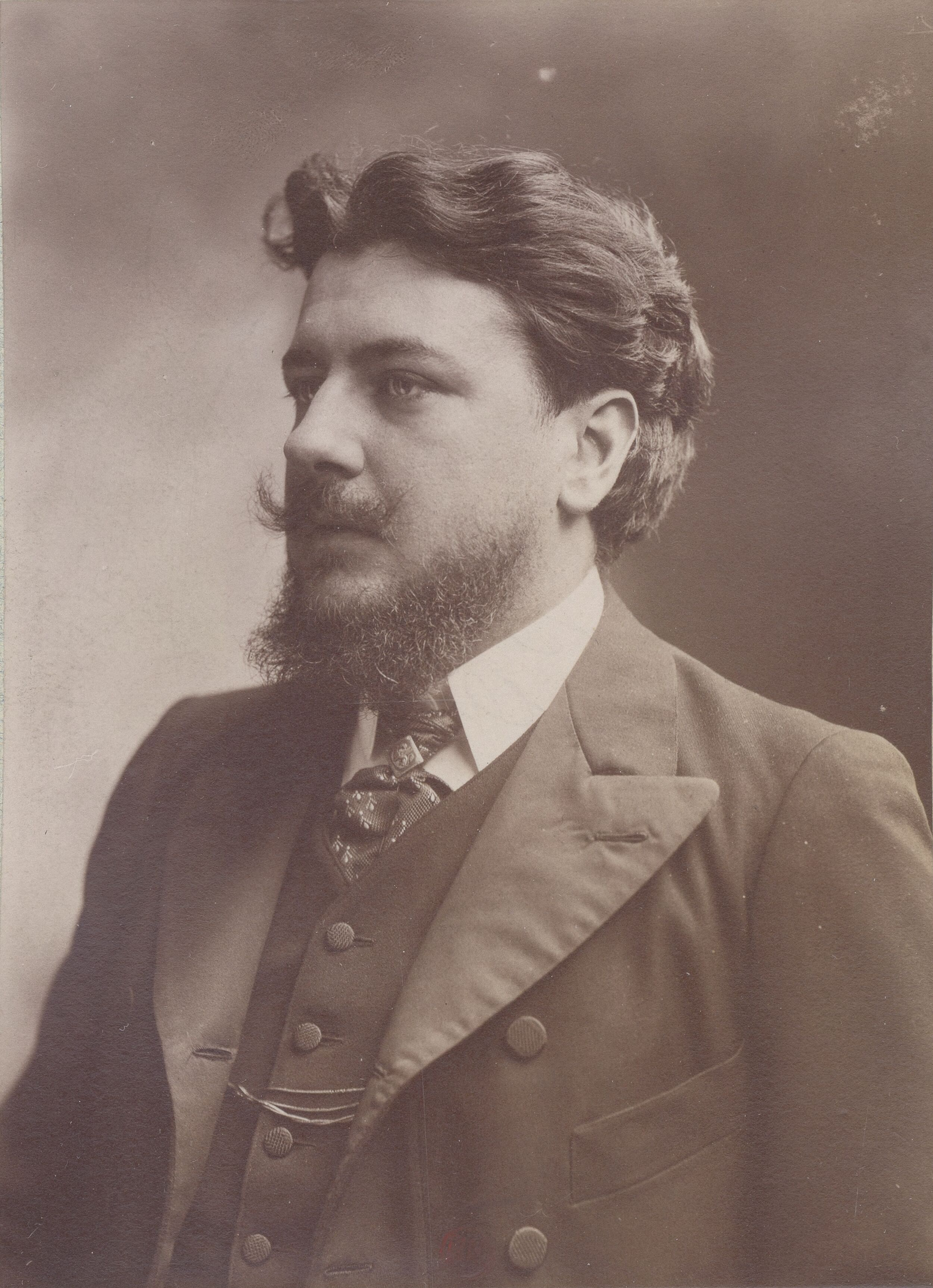
Rhené-Baton, 1er chef de 1919 à 1933
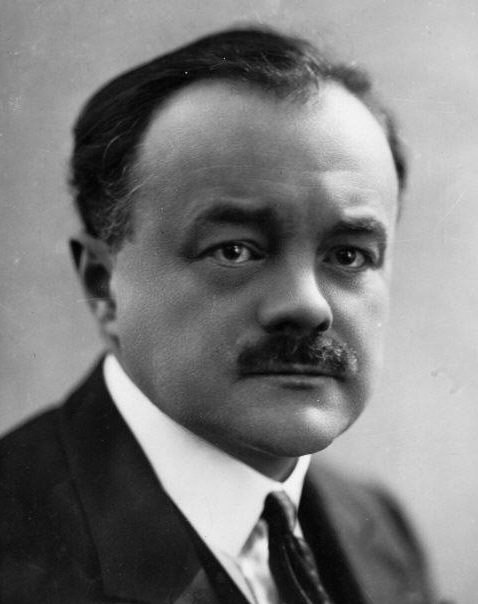
Albert Wolff, 1er chef de 1934 à 1970
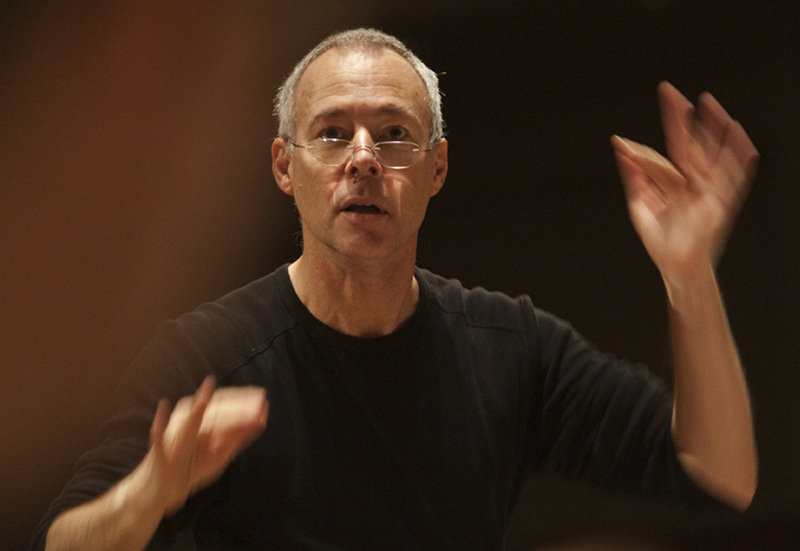
Wolfgang Doerner, chef régulier depuis 1987
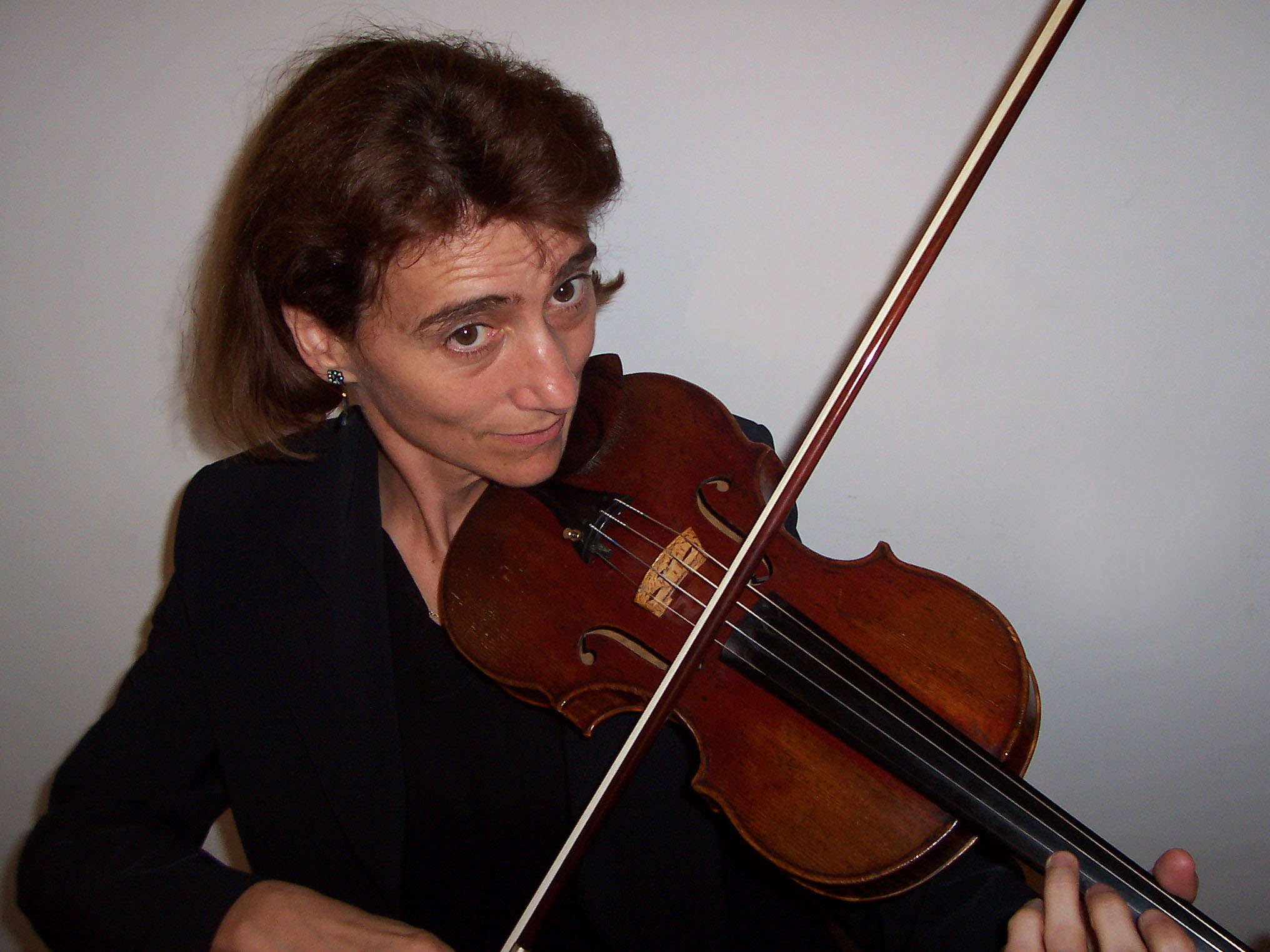
Marianne Rivière, présidente de l'« Association des concerts Pasdeloup » depuis 2000

## Principales créations
- Louis Aubert : Habanera (1918)
- Georges Bizet : Symphonie « Roma » (1869) ; l'Arlésienne nos 1 et 2 (1872) ; Patrie, ouverture symphonique (1873)
- Pierre Capdevielle : Incantation pour la mort d'un Jeune Spartiate, création (1933)
- Jacques Charpentier : Symphonie no 5 (1977)
- Henri Duparc : Léonore (1877)
- Édouard Lalo : La Symphonie espagnole (1875) ; Le Roi d'Ys, ouverture (1878)
- Marcel Landowski : Rythmes du monde (1941) ; Concerto pour piano no 1 (1942) ; Symphonie no 1 « Jean de la Peur » (1949) ; Les Notes de la Nuit (1962)
- Raymond Loucheur : Symphonie no 1 (1935)
- Jean Martinon : Symphonie no 2 (1944)
- Georges Migot : Symphonie no 1 (1922) ; La Jungle (1932)
- Darius Milhaud : Les Choéphores, version de concert (1927) ; Concerto pour piano no 1 (1931)
- Maurice Ravel : Ma mère l'Oye (1912) ; Alborada del gracioso (1919) ; Le Tombeau de Couperin (1929)
- Albert Roussel : Symphonie no 2, création (1922) ; Symphonie no 4, création (1935)
- Camille Saint-Saëns : Le Rouet d'Omphale (1869)
- Henri Sauguet : Symphonie no 4 (1971)
- Henri Tomasi : Chant pour le Viêt-Nam (1968)

## À la Philharmonie de Paris
Inaugurée en janvier 2015, la grande salle Pierre Boulez de la Philharmonie de Paris, de 2400 places, accueille un concert de l'Orchestre Pasdeloup dès le 7 février 2015. Depuis lors, l'Orchestre y joue la majorité de ses concerts chaque nouvelle saison avec un taux de remplissage moyen de 95%.

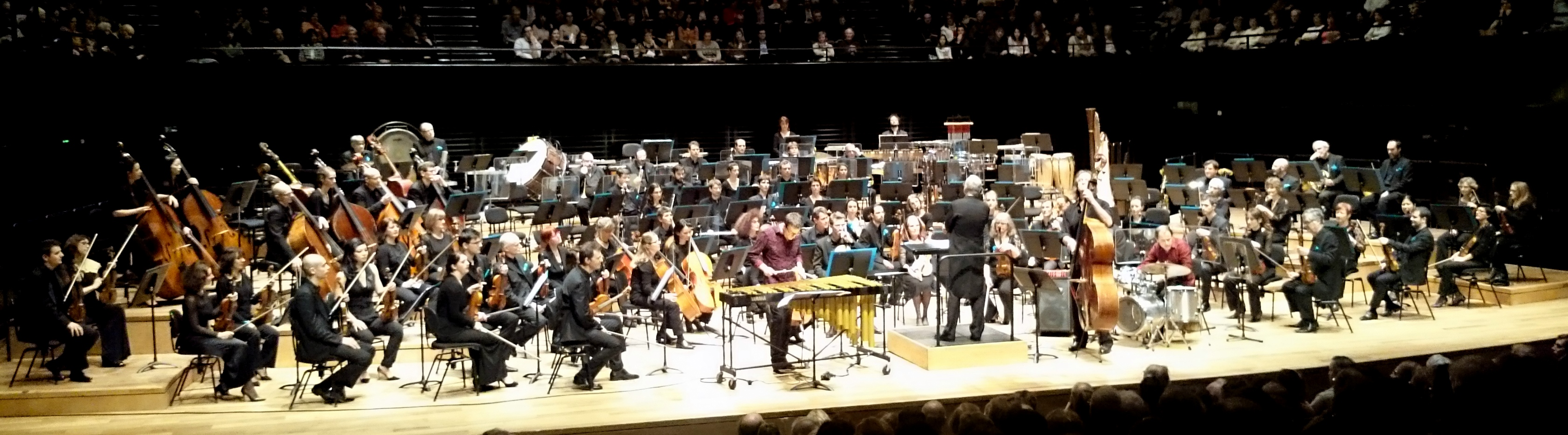
L'Orchestre Pasdeloup, l'Orchestre régional de Cannes-Provence-Alpes-Côte d'Azur, Wolfgang Doerner, et le Trio Tortiller le 20 février 2016 à la Philharmonie de Paris

Parmi les concerts notables, le 20 février 2016, l'Orchestre Pasdeloup joue à la Philharmonie de Paris avec l'orchestre régional de Cannes-Provence-Alpes-Côte d'Azur sous la direction de Wolfgang Doerner, avec comme programme les danses populaires de Béla Bartok, des airs de Porgy and Bess de George Gershwin, accompagnés du trio Tortiller, Colores de la Cruz del Sur de Esteban Benzecry, Le Sacre du printemps d'Igor Stravinsky.
Le 15 janvier 2022, l'Orchestre Pasdeloup se mêle à l'Orchestre Jazz Franck Tortiller pour un concert comportant des arrangements inédits de Rhapsody in Blue de Gershwin et des Songs de Kurt Weill (arrangements de Franck Tortiller, Angelo Petronio et Jean Gobinet), chantés par Amel Brahim-Djelloul.

### Discographie
- La Damnation de Faust - Hector Berlioz, compositeur - Direction Piero Coppola, La Voix de son Maître, 1930 [version abrégée]
- Le Financier et le Savetier, et autres délices... - J. Offenbach, compositeur - Orchestre Pasdeloup - Direction - Jean-Christophe Keck -  Accord Universal, Janvier 2007[5]
- Martial Caillebotte : Dies Irae - Une Journée - Psaume 132 - Orchestre Pasdeloup - Chœur Régional Vittoria d’Ile-de-France - Michel Piquemal, direction - Karine Deshayes, soprano - Philippe Do, ténor - Rudi Fernández-Cardenas, baryton - Boris Mychajliszyn, ténor - Hortus, 2015[6]
- Martial Caillebotte : Messe solennelle de Pâques - Orchestre Pasdeloup - Chœur Régional Vittoria d’Île-de-France - Michel Piquemal, direction - Mathilde Vérolles, soprano - Patrick Garayt, ténor - Eric Martin-Bonnet, basse - Mathias Lecomte, orgue - Hortus, 2016[7]
- Martin Palmeri : MisaTango - Misa a Buenos Aires - Orchestre Pasdeloup - Chœur régional Vittoria d’Ile-de-France - Michel Piquemal, direction - Sophie Hanne, soprano - Gilberto Pereyra, bandonéon - Thomas Tacquet, piano - Hortus, 2016[8]
- Rhapsody in Paris - Orchestre Pasdeloup - Trio Franck Tortiller, trio jazz - Wolfgang Doerner, direction - MCO, 2016[9]
- Horizon[s] - Philippe Hersant, Pèteris Vasks, Thierry Maillard, compositeurs - Orchestre Pasdeloup - Olivia Gay, violoncelle - Ilona Records, 2018[10]
- Polish Heroines of Music - Elżbieta Sikora, Hanna Kulenty, Grażyna Bacewicz, Agata Zubel, compositrices - Orchestre Pasdeloup - Marzena Diakun, direction - Anaklasis, 2021[11]
- La Nuit étoilée - Hector Berlioz, Augusta Holmès, compositeurs - Orchestre Pasdeloup - Wolfgang Doerner, direction - Stéphanie d’Oustrac, mezzo-soprano - Gramola, 2021[12]